# Приріт короткохвостий
Приріт короткохвостий (Batis mixta) — вид горобцеподібних птахів прирітникових (Platysteiridae).

## Поширення
Вид поширений вздовж південно-східного узбережжя Кенії та на північному сході Танзанії. Трапляється вздовж північних гір Східної дуги (Нгуру, Нгуу, Узамбара, Паре та Кіліманджаро). Мешкає у прибережному лісі, лісі міомбо та гірському лісі на висоті до 2300 м.

## Опис
Дрібний птах, завдовжки 9,5–10 см і вагою 10,5–14,2 г. У самців верхня частина тіла синювато-сірого кольору з чорною маскою на обличчі, білою плямою на плечах і білими плямами на крупі. Нижня частина тіла біла з чорною смугою на грудях і чорнуватими стегнами. Крила чорні з білою смужкою, дзьоб і ноги чорні, а очі червоні. Самиці схожі за візерунком, але колір верхньої частини оливковий, крила коричневі та мають строкату грудку та крила. Короткий чорний хвіст облямований білим.